# 19a etapa del Tour de França de 2011
La 19a etapa del Tour de França de 2011 es disputà el divendres 22 de juliol de 2011 sobre un recorregut de 109,5 km entre Modane i L'Aup d'Uès. El francès Pierre Rolland (Team Europcar) guanyà l'etapa per davant dels espanyols Samuel Sánchez i Alberto Contador. Andy Schleck (Team Leopard-Trek) es va fer amb el mallot groc amb 52" d'avantatge per davant del seu germà Fränk Schleck i 57" sobre l'australià Cadel Evans. Per primera vegada en la història del Tour de França dos germans encapçalaven la classificació general. 83 ciclistes arribaren fora de control, entre ells el líder de la classificació dels punts, Mark Cavendish, sent repescats tots pels comissaris.

## Perfil de l'etapa
Aquesta curta etapa té tres dificultats muntanyoses a superar: el coll del Télégraphe (1a categoria, km 26,5), el coll del Galibier (categoria especial, km 48,5) i la pujada final a l'Aup d'Uès (categoria especial, km 109,5).
Amb motiu del centenari del primer pas del Tour pel Galibier els ciclistes passaren en dues ocasions per aquest colós alpí, ja que el dia abans l'havien superat per l'altre vessant.

## Desenvolupament de l'etapa
Només començar es formà una nombrosa escapada. Uns dos minuts pel darrere es trobava el gran grup quan atacà Alberto Contador (Saxo Bank-Sungard) al km 16,7, sent seguit pels germans Schleck i dos dels seus companys d'equip. Cadel Evans (BMC Racing Team) s'uní poc després a ells. Una nova acceleració de Contador va fer que marxés en companyia d'Andy Schleck a la caça dels escapats. Al pas pel coll del Télégraphe Gorka Izagirre Insausti (Euskaltel–Euskadi) passà en primera posició, mentre que Contador tenia 36 segons per davant de Thomas Voeckler i 1' 36" sobre el gran grup.
El grup capdavanter inicià l'ascensió al Galibier pel vessant nord. A 7 km del cim es trobaven al capdavant Contador, A. Schleck, Rui Costa i Christophe Riblon. Voeckler es mantingué a mig minut, però a manca de 5 km començà a perdre temps, sent engolit pel gran grup a manca de 4 km. Samuel Sánchez (Euskaltel–Euskadi) atacà a 2,5 km del port i enllaçà amb els escapats al km 63. Evans i la resta de favorits enllaçaren a manca de 25 km. Pierre Rolland (Team Europcar) i Ryder Hesjedal (Garmin-Cervélo) atacaren tot seguit i començaren la pujada final a l'Aup d'Uès amb 30" sobre el grup principal. Contador tornà a atacar a 12 km per al final, deixant enrere tothom, i superant a Rolland a manca d'11 km. Pel darrere, Sánchez atacà a manca de 8 km i enllaçà amb Rolland i a manca de 2,5 km s'uniren amb Contador. Un dur atac de Rolland va fer que marxés en solitari per a aconseguir la victòria. Andy Schleck era el nou líder, després que Thomas Voeckler perdés 2' 25" sobre el nou líder.
83 ciclistes arribaren fora de control, entre ells el líder de la classificació dels punts, Mark Cavendish, sent repescats tots pels comissaris. Tots ells van ser sancionats amb 20 punts en la classificació dels punts.

## Esprints
| Primer  | Ryder Hesjedal    | 20 pts |
| Segon   | Pierre Rolland    | 17 pts |
| Tercer  | Arnold Jeannesson | 15 pts |
| Quart   | Rui Costa         | 13 pts |
| Cinquè  | Christophe Riblon | 11 pts |
| Sisè    | David Moncoutié   | 10 pts |
| Setè    | Anthony Charteau  | 9 pts  |
| Vuitè   | Julien El Fares   | 8 pts  |
| Novè    | Cyril Gautier     | 7 pts  |
| Desè    | Vincent Jérôme    | 6 pts  |
| Onzè    | Thomas Voeckler   | 5 pts  |
| Dotzè   | Rein Taaramäe     | 4 pts  |
| Tretzè  | Jens Voigt        | 3 pts  |
| Catorzè | Kevin de Weert    | 2 pts  |
| Quinzè  | Blel Kadri        | 1 pts  |

| Primer  | Pierre Rolland         | 20 pts |
| Segon   | Samuel Sánchez         | 17 pts |
| Tercer  | Alberto Contador       | 15 pts |
| Quart   | Peter Velits           | 13 pts |
| Cinquè  | Cadel Evans            | 11 pts |
| Sisè    | Thomas de Gendt        | 10 pts |
| Setè    | Damiano Cunego         | 9 pts  |
| Vuitè   | Fränk Schleck          | 8 pts  |
| Novè    | Andy Schleck           | 7 pts  |
| Desè    | Ryder Hesjedal         | 6 pts  |
| Onzè    | Tom Danielson          | 5 pts  |
| Dotzè   | Jean-Christophe Péraud | 4 pts  |
| Tretzè  | Hubert Dupont          | 3 pts  |
| Catorzè | Rein Taaramäe          | 2 pts  |
| Quinzè  | Ivan Basso             | 1 pt   |

## Ports de muntanya
| Primer | Gorka Izagirre    | 10 pts |
| Segon  | Andy Schleck      | 8 pts  |
| Tercer | Alberto Contador  | 6 pts  |
| Quart  | Leonardo Duque    | 4 pt   |
| Cinquè | Johnny Hoogerland | 2 pts  |
| Sisè   | Christophe Riblon | 1 pt   |

| Primer | Andy Schleck      | 20 pts |
| Segon  | Alberto Contador  | 16 pts |
| Tercer | Rui Costa         | 12 pts |
| Quart  | Christophe Riblon | 8 pt   |
| Cinquè | Samuel Sánchez    | 4 pts  |
| Sisè   | Ryder Hesjedal    | 2 pts  |

- 3. Aup d'Uès. 1.850 m. Categoria especial (km 109,5) (13,8 km al 7,9%)

| Primer | Pierre Rolland   | 40 pts |
| Segon  | Samuel Sánchez   | 32 pts |
| Tercer | Alberto Contador | 24 pts |
| Quart  | Peter Velits     | 16 pt  |
| Cinquè | Cadel Evans      | 8 pts  |
| Sisè   | Thomas de Gendt  | 4 pts  |

## Classificació de l'etapa
|    | Ciclista         | Equip              | Temps      |
| -- | ---------------- | ------------------ | ---------- |
| 1  | Pierre Rolland   | Team Europcar      | 3h 13' 25" |
| 2  | Samuel Sánchez   | Euskaltel–Euskadi  | + 14"      |
| 3  | Alberto Contador | Saxo Bank-Sungard  | + 23"      |
| 4  | Peter Velits     | Team HTC-High Road | + 57"      |
| 5  | Cadel Evans      | BMC Racing Team    | + 57"      |
| 6  | Thomas de Gendt  | Vacansoleil-DCM    | + 57"      |
| 7  | Damiano Cunego   | Lampre-ISD         | + 57"      |
| 8  | Fränk Schleck    | Team Leopard-Trek  | + 57"      |
| 9  | Andy Schleck     | Team Leopard-Trek  | + 57"      |
| 10 | Ryder Hesjedal   | Garmin-Cervélo     | + 1' 15"   |

## Classificació general
|    | Ciclista         | Equip               | Temps       |
| -- | ---------------- | ------------------- | ----------- |
| 1  | Andy Schleck     | Team Leopard-Trek   | 82h 48' 43" |
| 2  | Frank Schleck    | Team Leopard-Trek   | + 53"       |
| 3  | Cadel Evans      | BMC Racing Team     | + 57"       |
| 4  | Thomas Voeckler  | Team Europcar       | + 2' 10"    |
| 5  | Damiano Cunego   | Lampre-ISD          | + 3' 31"    |
| 6  | Alberto Contador | Saxo Bank-Sungard   | + 3' 55"    |
| 7  | Samuel Sánchez   | Euskaltel–Euskadi   | + 4' 22"    |
| 8  | Ivan Basso       | Liquigas-Cannondale | + 4' 40"    |
| 9  | Tom Danielson    | Garmin-Cervélo      | + 7' 11"    |
| 10 | Pierre Rolland   | Team Europcar       | + 8' 57"    |

|    | Ciclista           | Equip              | Total   |
| -- | ------------------ | ------------------ | ------- |
| 1r | Mark Cavendish     | Team HTC-High Road | 280 pts |
| 2n | José Joaquín Rojas | Movistar Team      | 265 pts |
| 3r | Philippe Gilbert   | Omega Pharma-Lotto | 230 pts |

|    | Ciclista        | Equip              | Total   |
| -- | --------------- | ------------------ | ------- |
| 1r | Samuel Sánchez  | Euskaltel–Euskadi  | 108 pts |
| 2n | Andy Schleck    | Team Leopard-Trek  | 98 pts  |
| 3r | Jelle Vanendert | Omega Pharma-Lotto | 74 pts  |

|    | Ciclista       | Equip         | Temps       | Temps |
| -- | -------------- | ------------- | ----------- | ----- |
| 1r | Pierre Rolland | Team Europcar | 82h 57' 40" |       |
| 2n | Rein Taaramae  | Cofidis       | + 1' 33"    |       |
| 3r | Jérôme Coppel  | Saur-Sojasun  | + 7' 52"    |       |

|    | Equip             | Temps        | Temps |
| -- | ----------------- | ------------ | ----- |
| 1r | Garmin-Cervélo    | 248h 02' 15" |       |
| 2n | AG2R La Mondiale  | + 11' 58"    |       |
| 3r | Team Leopard-Trek | + 12' 57"    |       |

## Abandonaments
- Björn Leukemans (Vacansoleil-DCM): fora de control.